# Fresnes, Yonne
Fresnes là một xã của Pháp,tọa lạc ở tỉnh Yonne trong vùng Bourgogne. Fresnes có diện tích 4,97 km2, dân số năm 1999 là 80 người. Fresnes nằm ở độ cao trung bình 241 m trên mực nước biển.

## Biến động dân số
| Năm | 1962 | 1968 | 1975 | 1982 | 1990 | 1999 |
| --- | ---- | ---- | ---- | ---- | ---- | ---- |
| Dân số | 80   | 85   | 84   | 69   | 86   | 80   |
| From the year 1962 on: No double counting—residents of multiple communes (e.g. students and military personnel) are counted only once. |      |      |      |      |      |      |